# Доди Смит
Доди Смит (енгл. Dodie Smith; Ланкашир, 3. мај 1896 – Есекс, 24. новембар 1990), рођена као Дороти Гледис Смит (енгл. Dorothy Gladys Smith) је енглеска књижевница која је писала драмске комаде и књиге.

## Биографија
Доди Смит је била једино дете Ернеста и Еле Смит који су били глумци и љубитељи позоришта. Њен отац је преминуо 1898. године, када је она имала две године , Након смрти оца, Доди и њена мајка су се преселили у Манчестер код  мајчиних родитеља. У својој аутобиографији из 1974. године, као један од разлога зашто је постала драматург наводи свог деду Вилијама Фурбера и његову љубав према позоришту. Када је напунила четрнаест година њена мајка се поново удала и њих две су се преселиле у Лондон. Са осамнаест година уписала је Краљевску академију драмских уметности, а након дипломирања запослила се у продавници намештаја, али је и писала драмске комаде и књиге. Њен први комад под називом Мразовац (енгл. Autumn Crocus) написала је 1931. године под псеудонимом С. Л. Ентони године. Комад је постигао огроман успех, тако да су новине разоткриле њен прави идентитет у чланку под насловом Продавачица написала представу. Доди је написала низ успешних представа које су доспеле на лондонску сцену 1930-их и 1940-их година, попут Назови то један дан, Драга хоботнице и Љубавници и пријатељи (енгл. Call It A Day ; Dear Octopus ; Lovers and Friends). Алекс Бизли, који је био менаџер у продавници намештаја у којој је радила и њен пријатељ, постао је њен пословни партнер, а 1939. године они су се венчали. Након венчања, 1940. године преселили су се у САД. Чежња за Енглеском инспирисала ју је да напише свој први роман Замак у мом срцу објављен 1948. године који је постигао велики успех. Доди и њен муж су се почетком 1950-их вратили у Енглеску. Они су волели псе и њихов први далматинац звао се Понго, Ускоро су имали деветоро паса расе далматинац. Опаска једне Додине пријатељице да би се од тих паса могао направити диван крзнени капут инспирисала ју је да напише роман Сто и један далматинац, који је постигао невероватан успех, а 1961. године роман је доживео филмску адаптацију од стране Дизнијевог студија. Доди је преминула 1990. године у Енглеској. 

## Дела преведена на српски
1. Сто и један далматинац (2021)  44363017
2. Замак у мом срцу (2012)  192979468